# 赫梅萊瓦 (特諾皮爾州)
48°52′0″N 25°28′48″E / 48.86667°N 25.48000°E
赫梅萊瓦（烏克蘭語：Хмелева）是烏克蘭的村落，位於該國西部捷爾諾波爾州，由喬爾特基夫區負責管轄，處於德涅斯特河畔，始建於1456年，面積13.65平方公里，2001年人口464。